# Julcán (distrito de Jauja)
Julcán é um distrito da província de Jauja, localizado do Departamento de Junín, Peru.

## Transporte
O distrito de Julcan é servido pela seguinte rodovia:
- JU-104, que liga o distrito de San Ramón à cidade de Muqui[2][3][4]